# 보령시의 향토문화유산
보령시의 향토문화유산은  「문화재보호법」 제2조제1항 각 호의 문화재(같은 조 제2항 각 호의 지정문화재와 같은 조 제3항의 등록문화재는 제외한다. 이하 같다) 중에서 보령시장이 제15조에 따라 지정한 문화재를 말한다.

## 지정 목록
| 번호 | 그림 | 명칭                                                  | 소재지                                 | 소유자 (관리자)            | 지정·해제일자                | 비고 |
| ---- | ---- | ----------------------------------------------------- | -------------------------------------- | -------------------------- | ---------------------------- | ---- |
| 1호  |      | [[]]                                                  | 보령시                                 |                            | 지정일자 미상, 해제일자 미상 |      |
| 2호  |      | 집성당                                                | 보령시 웅천읍 대천리 81-10             | 유림                       | 1991년 12월 10일 지정        |      |
| 3호  |      | 윤자운 사우                                           | 보령시 웅천읍 관당리 산37-1            | 무송윤씨                   | 1991년 12월 10일 지정        |      |
| 4호  |      | 한산이씨 과암공 이무묘비                              | 보령시 대천동 387-19                   | 한산이씨                   | 2012년 9월 13일 지정         |      |
| 5호  |      | 경순왕 영모전                                         | 보령시 남포면 창동리 산14-3            | 경주김씨보령시종친회       | 2016년 8월 5일 지정          |      |
| 6호  |      | 김성우장군 묘비                                       | 보령시 청라면 나원리 산1-1             | 광산김씨찬성공파보령종중회 | 2016년 8월 5일 지정          |      |
| 7호  |      | 김남호, 김문서 묘비 및 광산김씨 족보함                | 보령시 죽정동 산38                     | 광산김씨호군공파종중       | 2016년 8월 5일 지정          |      |
| 8호  |      | 보령 요산군 이기 사당 (保寧 遼山君 李夔 祠堂)         | 보령시 청소면 죽하길 165-15            | 수안이씨 요산군파 종중     | 2019년 5월 10일 지정         |      |
| 9호  |      | 보령 충정공 이시방 신도비 (保寧 忠靖公 李時昉 神道碑) | 보령시 오천면 영보리 53-2번지 외 1필지 | 연안이씨 충정공파 종중     | 2019년 5월 10일 지정         |      |

## 참고 문헌
- 보령시 홈페이지 - 고시/공고